# Grünauer Straße
Die Grünauer Straße ist ein Verkehrsweg in Berlin, der im 19. Jahrhundert als Verbindung zwischen Cöpenick und Grünau entstand. Er verläuft auf dem Westufer der Dahme zwischen dem Köllnischen Platz / Rudower Straße / Lange Brücke (Nord) über den Vollkropfgraben bis zur Grünauer Brücke am später angelegten Teltowkanal (Süd). Im Ortsteil Grünau geht er in die Regattastraße über.

## Geschichte
Ein genaues Datum der Benennung ist nicht bekannt. Die Trasse ist bereits in den 1840er Jahren auf Berliner Stadtplänen zwischen der Köllnischen Vorstadt und der Colonie „Grüneaue“/Lusthaus Steinbinde eingetragen, jedoch namenlos. Sie erhielt ihren Namen nach der Richtung von Köpenick aus gesehen. In den Adressbüchern 1922, als die Gemeinde Groß-Berlin entstand, ist sie namentlich bereits angegeben. Sie verlief zwischen dem Cöllnischen Platz und der Gemarkung Grünau über den Vollkropfgraben mit 76 Hausnummern (in Hufeisenform vergeben). Der weiterführende südliche Abschnitt bis zum 1906 fertiggestellten Teltowkanal und der Köpenicker Straße (spätere Regattastraße) wurde am 8. März 1935 in die Grünauer Straße einbezogen. Der Verlängerung folgte eine Umnummerierung der Parzellen mit insgesamt 222 Hausnummern und neuem Verlauf.
Bei der wirtschaftlichen Erschließung dieser Straße spielte die Wassernähe eine große Rolle, hier siedelten sich zahlreiche Wäschereibetriebe an; allein 1922 sind elf derartige Unternehmen und weitere fünf damit verbundene (Färbereien und Plättereien) in der Grünauer Straße ausgewiesen. Die meisten Wohnhäuser auf der Westseite der Straße (Parzellen 2–136) entstanden in der zweiten Hälfte des 19. Jahrhunderts als zwei- und dreigeschossige abgeputzte Bauten im spätklassizistischen Stil. Bis in die 1940er Jahre befanden sich etliche im Eigentum von Wäschereibesitzern. Im Adressbuch des Jahres 1943 sind entlang der Ostseite dieser Straße noch zahlreiche Wäschereien bzw. Färbereien angegeben (Nummer 3–15: Wäscherei G. Rannow; Nummer 22 (zuerst Flurstück 8): „Köpenicker Dampfwäscherei,Merkur’“; Nummer 57/59: Färberei Wylach; Nummer 71/73: Köpenicker Genossenschaftswäscherei (zuerst Flurstück 64a). Außerdem gab es eine Filiale der Berliner Bötzow-Brauerei (Parzelle 21, bis zum Jahr 1935 73a), Lagerplätze verschiedener Firmen einschließlich eines „Stätteplatzes“ sowie Bootshäuser und eine Bootswerft. Auf dem Grundstück 221/222 befand sich die Teltowkanal-Aktiengesellschaft, Kanalmeisterei Grünau, mit einem Betriebsplatz für Treidellokomotiven.

## Lage und Bebauung
Die Hausnummern sind seit Anfang 1936 in Orientierungsnummerierung (auch Berliner System genannt) von 1 bis 222 festgelegt, links die ungeraden, rechts die geraden.
Von den erhaltenen Gebäuden des 19. Jahrhunderts entlang der Grünauer Straße stehen einige seit den 1980er Jahren unter Denkmalschutz, darunter auch eine Gießerei. Bei dieser Fabrik handelt es sich um ein unverputztes Backsteingebäude, das wohl in den 1990er Jahren eine modern gestaltete 4. Etage erhielt. Sie befindet sich hinter einer Backsteinmauer.

### Ostseite
Einige Bootshäuser und Werften sind im 21. Jahrhundert noch erhalten wie der Yachthof Grünau oder ein Kinder-Kanu-Verleih. Vor allem im nördlichen Abschnitt der Straße sind neue Wohnbauten hinzugekommen. Der Block Grünauer Straße 121–127 fällt dabei durch seinen individuellen Baustil besonders auf: Er ist zwischen drei und fünf Etagen abgestuft und seine südliche Ecke ist abgerundet gestaltet. Ebenfalls erwähnenswert ist ein historisches Wohnhaus (Nr. 67) aus der Bebauung vom Anfang des 19. Jahrhunderts. Es wurde nach 1990 mit roten Putzelementen sowie einem weißen Jugendstilornament über dem Hauseingang neu geschmückt.
Nach der Wende hat sich vor allem auf den Flächen der Uferseite neues Gewerbe oder Industrie angesiedelt, darunter ein Hotel (Nr. 1), ein Maschinenbauhandel, eine Niederlassung des Vereins Pro Sport Berlin 24 e. V., ein Kleingewerbepark, ein Betonwerk.
An einer Landzunge in Höhe der Parzellen 99–101 befindet sich die als „Müllerecke“ bekannte Freibadeanstalt.

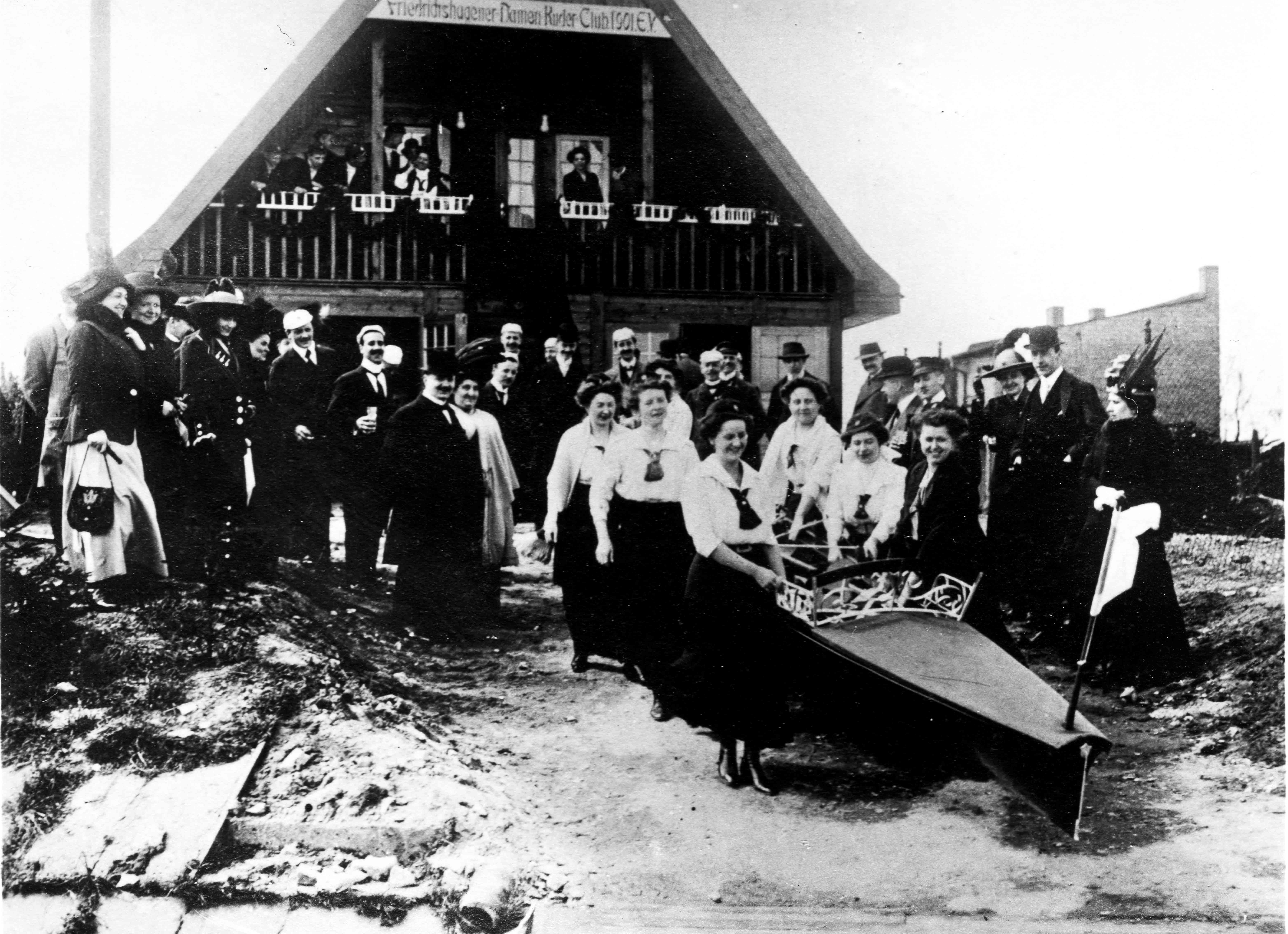
Einweihung des Bootshauses des Friedrichshagener Damen-Ruder-Clubs am 21. April 1912

Auf einem Gelände (vermutlich die Grundstücke 199–211, Eigentümer des Lagerplatzes im Jahr 1936 „Schering-Kahlbaum AG“ oder auf Parzellen, die im Adressbuch als „existiert nicht“, „Eigentümer ungenannt“ eingetragen sind und wohl mit direktem Schiffsanschluss) wurde im Auftrag der Degussa zwischen 1940 und 1945 eine Metallgießerei betrieben. Das entstehende Material trug die Tarnbezeichnung „Spezialmetall“, der Klarname war nur wenigen Personen bekannt. Es handelte sich um Uranmetall, das ein wichtiger Ausgangsstoff für Kernreaktoren oder Atombomben ist. Die Rezeptur stammte von einer kleinen Forschergruppe um den Physiker Nikolaus Riehl, die Erze kamen größtenteils aus den Niederlanden. Die bis zum Kriegsende entstandenen Metallblöcke in Reinstform wurden von der Sowjetarmee abtransportiert.
An der Grünauer Straße 213 befand sich das Bootshaus des 1901 gegründeten Friedrichshagener Damen-Ruder-Clubs. Ab 1940 hatte auch die Astoria RG in der Berliner Turnerschaft Korp. dort ihr Domizil. Das Bootshaus hatte den Zweiten Weltkrieg fast unbeschädigt überstanden, musste aber aufgegeben werden.

### Westseite
Auf der westlichen Straßenseite befinden sich auf Teilflächen der urbar gemachten Vollkropfwiesen zwei Kleingartenanlagen: „Klondyke“ (Parzellen 40–82) und „Grünauer Straße“ (Parzellen 148–154). Die von der Grünauer Straße in diese Bereiche abgehenden Erschließungsstraßen sind für den öffentlichen Kraftfahrverkehr gesperrt.
Auf den Grundstücken 210–216, das in der DDR-Zeit das Betonwerk Grünau beherbergte, entstand die Fabrik dahme Fertigteile GmbH. Auf der Restfläche von etwa 300.000 Quadratmeter haben sich fünf Firmen angesiedelt, die Abfälle zwischenlagern und verarbeiten, was mittlerweile zu einem Ärgernis der Anwohner geworden ist.
Die früheren Verwaltungs- und Wirtschaftsbauten der Teltowkanal-Aktiengesellschaft werden im 21. Jahrhundert von der Abteilung Bau- und Wohnungswesen des Bezirksamts Treptow-Köpenick genutzt.

## Verkehr
Die gesamte Grünauer Straße wird von der Straßenbahnlinie 68 erschlossen, die zwischen Köpenick und Schmöckwitz verkehrt. Entlang der Straße sind fünf Haltestellen angelegt. Außerhalb der normalen Betriebszeiten verkehrt die Nachtbuslinie N62. Der Maßnahmenkatalog des Bezirksamts sah im Jahr 2010 in einigen Abschnitten wegen der beengten Situation die Einrichtung von Radverkehrsanlagen vor.